# 68 (число)
Вижте пояснителната страница за други значения на 68.
68 (шестдесет и осем) е естествено, цяло число, следващо 67 и предхождащо 69.
Шестдесет и осем с арабски цифри се записва „68“, а с римски цифри – „LXVIII“. Числото 68 е съставено от две цифри от позиционните бройни системи – 6 (шест) и 8 (осем).

## Общи сведения
- 68 е четно число.
- 68 е атомният номер на елемента ербий.
- 68-ият ден от годината е 9 март.
- 68 е година от Новата ера.